# 松山駅 (黄海北道)
松山駅（ソンサンえき、ハングル: 송산역）は、朝鮮民主主義人民共和国の鉄道駅である。黄海北道鳳山郡に位置している。